# إميري هيكس
إميري هيكس (بالإنجليزية: Emery Hicks)‏ هو لاعب كرة قدم أمريكية ولاعب كرة القدم الكندية أمريكي، ولد في 10 أغسطس 1947 في برتلسفيل في الولايات المتحدة، وتوفي في 17 مارس 2005.

## وصلات خارجية
- إميري هيكس على موقع JustSportsStats.com (الإنجليزية)